# Eh Yo
「Eh Yo」（エーヨー）は、日本の歌手・倖田來未の2作目の配信限定シングル。2019年7月3日に配信された。

## 解説
デジタルシングルとしては2017年の「NEVER ENOUGH」以来、約2年ぶりのリリース。
本作はラグビーワールドカップ 2019花園応援ソングとなっている。
タイトルは、「Eh Yo」=「エーヨ(ええよ)」に掛けている。大阪から世界に向けてラグビーを応援するために作った楽曲で、倖田は「もともと、大阪花園のテーマソングをというオファーだったので、大阪のアーティストとコラボしたい」「ロックなイメージだったので、コール＆レスポンスができて、なおかつキャッチーにしたかった」「おかげで魂を込められた気がした」と語っている。
6月26日放送の『テレ東音楽祭2019』にて配信より早くテレビ初披露された。

## 楽曲
1. Eh Yo [4:11]
作詞：KODA KUMI
作曲・編曲：Hi-yunk (BACK-ON)

## タイアップ
- ラグビーワールドカップ2019 花園応援ソング

## 収録アルバム
- 『re(CORD)』(アルバムバージョン)
- 『MY NAME IS...』(ファンクラブ限定盤、アルバムバージョン)
- 『BEST 〜2000-2020〜』

## 収録ライブ映像
- 『KODA KUMI LIVE TOUR 2019 re(LIVE) -Black Cherry- & -JAPONESQUE-』(ファンクラブ限定盤)
  - 『KODA KUMI LIVE TOUR 2019 re(LIVE) 〜Black Cherry〜』
  - 『KODA KUMI LIVE TOUR 2019 re(LIVE) 〜JAPONESQUE〜』
  - 『KODA KUMI 20th ANNIVERSARY TOUR 2020 MY NAME IS...』(メドレー)